# Josep Gil Dòria
Josep Gil Dòria   (el Pont de Suert, 11 de juliol de 1876 - Barcelona, 31 d'agost de 1930) fou un polític català, president de la Diputació de Lleida de 1911 a 1913. Fill del notari del Pont de Suert i de la Pobla de Segur, la seva esposa era emparentada amb Jenaro Vivanco Menchaca.
Es llicencià en dret, i cap el 1908 s'establí com a advocat a Lleida. En 1910 es va establir com advocat particular a Barcelona, arribant a fiscal del Jutjat del Sud (1928) i treballà a la Cambra Oficial de Llogaters de Barcelona. En 1915 fou un dels socis de la Companyia General Vidrera d'Arenys de Mar. Políticament, el 1907 fou elegit membre independent del Partit Liberal, amb el que fou escollit diputat de la diputació de Lleida pel districte de Tremp-Vielha; fou reelegit diputat el 1911 i 1915. Va ser nomenat president de la Diputació de Lleida de 1911 a 1913. Fou membre de la Comissió que va redactar les bases de la Mancomunitat de Catalunya de 1911 i el 1914 fou membre de la seva comissió de pressupostos.
En 1916 fou vicepresident segon del Cercle Liberal Autonomista de Barcelona, però de 1926 a 1929 fou membre de la Unión Patriótica de Miguel Primo de Rivera. En 1927 fou nomenat regidor suplent de l'ajuntament de Barcelona i va fundar el Centre de Lleida.